# Antependium

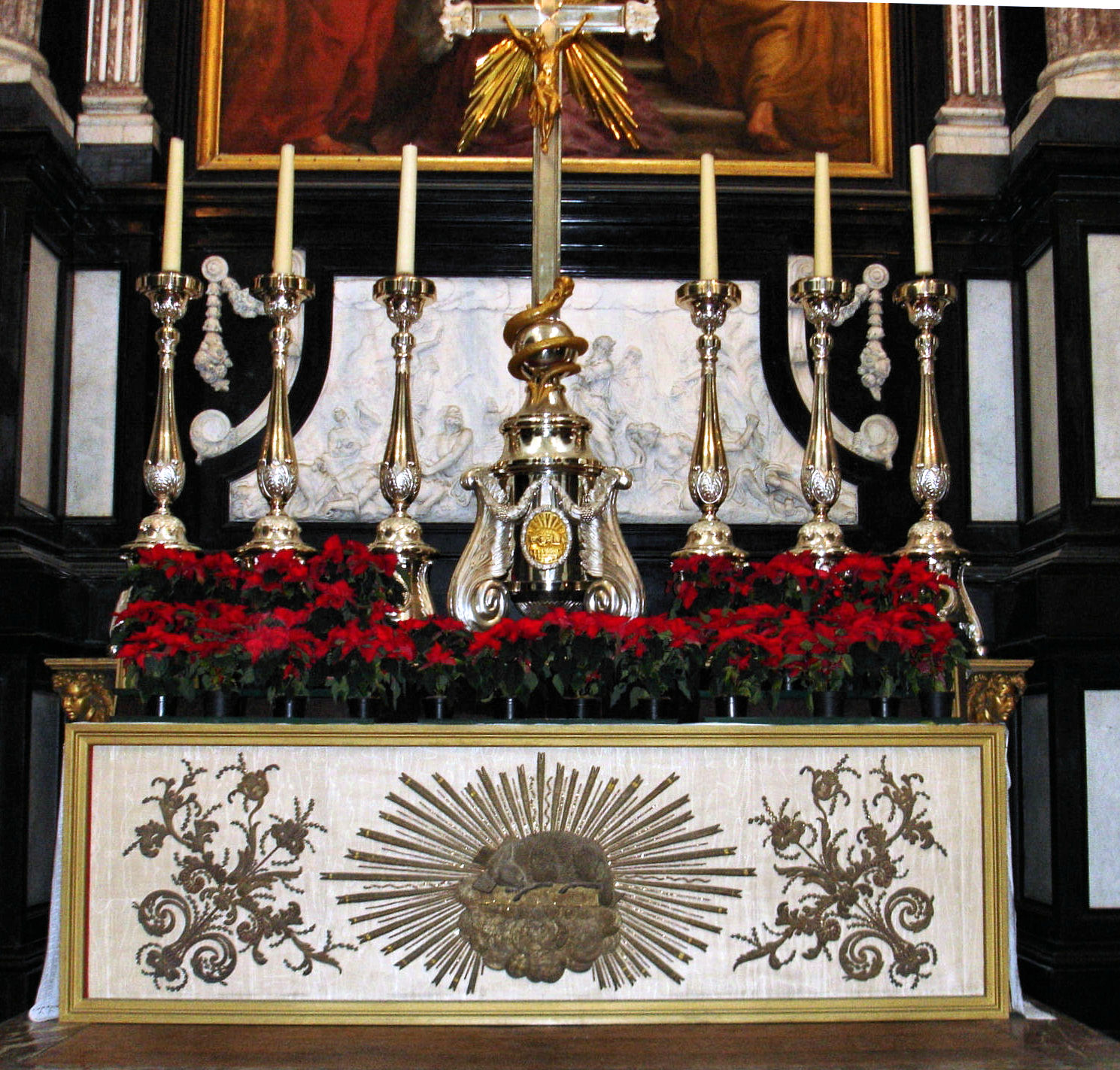
Antependium de la Catedral de Amberes.

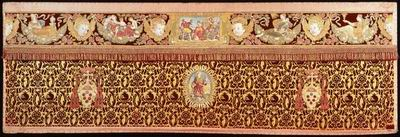
Paliotto italiano del, Catedral de Prato.

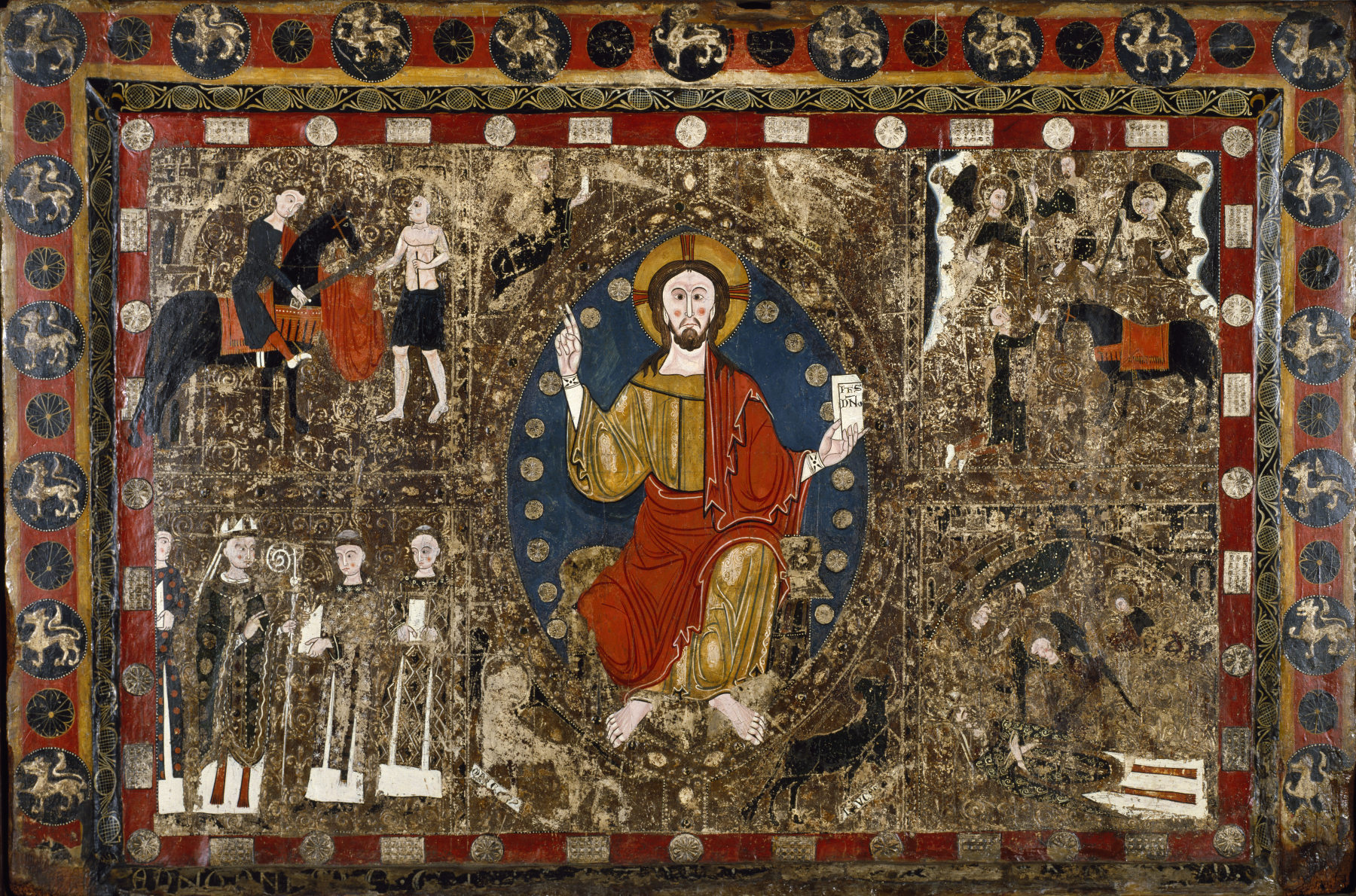
Frontal de altar español del, con escenas de la vida de San Martín y un Pantocrátor.

El antependium (traducible en español como antipendio), pallium altaris, (del latín ante, "delante", y pendere, "colgar") (también, frente o frontal de altar) es una estructura decorativa de las iglesias cristianas. Es un paramento que sirve para cubrir y decorar la parte inferior de los altares por su frente y costados, entre la mesa del altar y el suelo, teniendo en cuenta que en esa parte solían custodiarse las reliquias.
Con antecedentes rastreables en los sarcófagos esculpidos, se utilizaron en las iglesias paleocristianas desde el siglo IV, y su evolución posterior originó los retablos de la Baja Edad Media.
Al principio eran cortinajes de ricos tejidos (tapices o estofas), pero enseguida (en el mismo siglo IV) comenzaron a emplearse algunos de metales preciosos, haciéndose cada vez más frecuentes en el arte bizantino y en Italia. Del siglo X al XIII prevalecieron los de plata y cobre esmaltado, según consta por documentos de donaciones y por los restos que han llegado hasta nosotros y a imitación suya, los de madera pintada o en relieve, que especialmente cundieron en el Románico catalán.
En los siglos del arte Gótico se usaron con preferencia los de piezas de seda, bordadas con figuras o escenas bíblicas. Ya en la Edad Moderna, desde el siglo XVII, se adaptan al frente del altar unos bastidores con telas de seda, o con lienzos pintados o guadameciles, que se cambian según el color litúrgico de la fiesta, sin que falten a veces los de plata repujada.